# Zeppelin L.48
Le Zeppelin L.48 est un dirigeable militaire d'observation de la Première Guerre mondiale. Il est abattu par la chasse britannique le 17 juin 1917, à Leiston.